# Krainy zoogeograficzne
     kraina nearktyczna
     kraina palearktyczna
     kraina etiopska
     kraina orientalna
     kraina australijska
     kraina neotropikalna
     kraina antarktyczna oraz kraina madagaskarska nie zostały ujęte na mapie

Mapa przedstawiająca sześć z ośmiu krain zoogeograficznych:
kraina nearktyczna
kraina palearktyczna
kraina etiopska
kraina orientalna
kraina australijska
kraina neotropikalna----
kraina antarktyczna oraz kraina madagaskarska nie zostały ujęte na mapie

Kraina zoogeograficzna – pojęcie wprowadzone w celu podkreślenia rzucającej się w oczy odmienności faunistycznej różnych regionów świata. Ze wszystkich stworzonych systemów zoogeograficznych najlepiej przyjął się system Sclatera i Wallace'a. Wyróżnili oni sześć głównych krain:
1. krainę palearktyczną, obejmującą całą Europę, północną Afrykę aż po Saharę i północną Azję aż po Himalaje
2. krainę etiopską, do której zalicza się całą Afrykę na południe od Sahary, wraz z Madagaskarem
3. krainę orientalną z Indiami, południowymi Chinami i zachodnimi wyspami Archipelagu Malajskiego
4. krainę nearktyczną obejmującą Amerykę Północną po środkowy Meksyk
5. krainę australijską, do której prócz Australii należą jeszcze duże i małe wyspy Oceanu Spokojnego oraz wyspy malajskie na wschód od Celebes.
6. krainę neotropikalną obejmującą teren od środkowego Meksyku po Amerykę Południową włącznie.

Obecnie klasyfikacja ta uległa nieznacznej modyfikacji i wyróżnia się następujące krainy zoogeograficzne:
1. kraina antarktyczna
2. kraina australijska
3. kraina etiopska
4. kraina madagaskarska
5. kraina orientalna
6. kraina nearktyczna
7. kraina neotropikalna
8. kraina palearktyczna

Kolejną modyfikacją tego systemu jest układ 4 państw zwierzęcych, obejmujący jedną lub więcej krain:
- państwo Arktogea
  - region etiopski
  - region orientalny
  - region holarktyczny
- państwo Notogea
  - region australijski
- państwo Neogea
  - region neotropikalny
- państwo Antarktis